# Hospital (album)

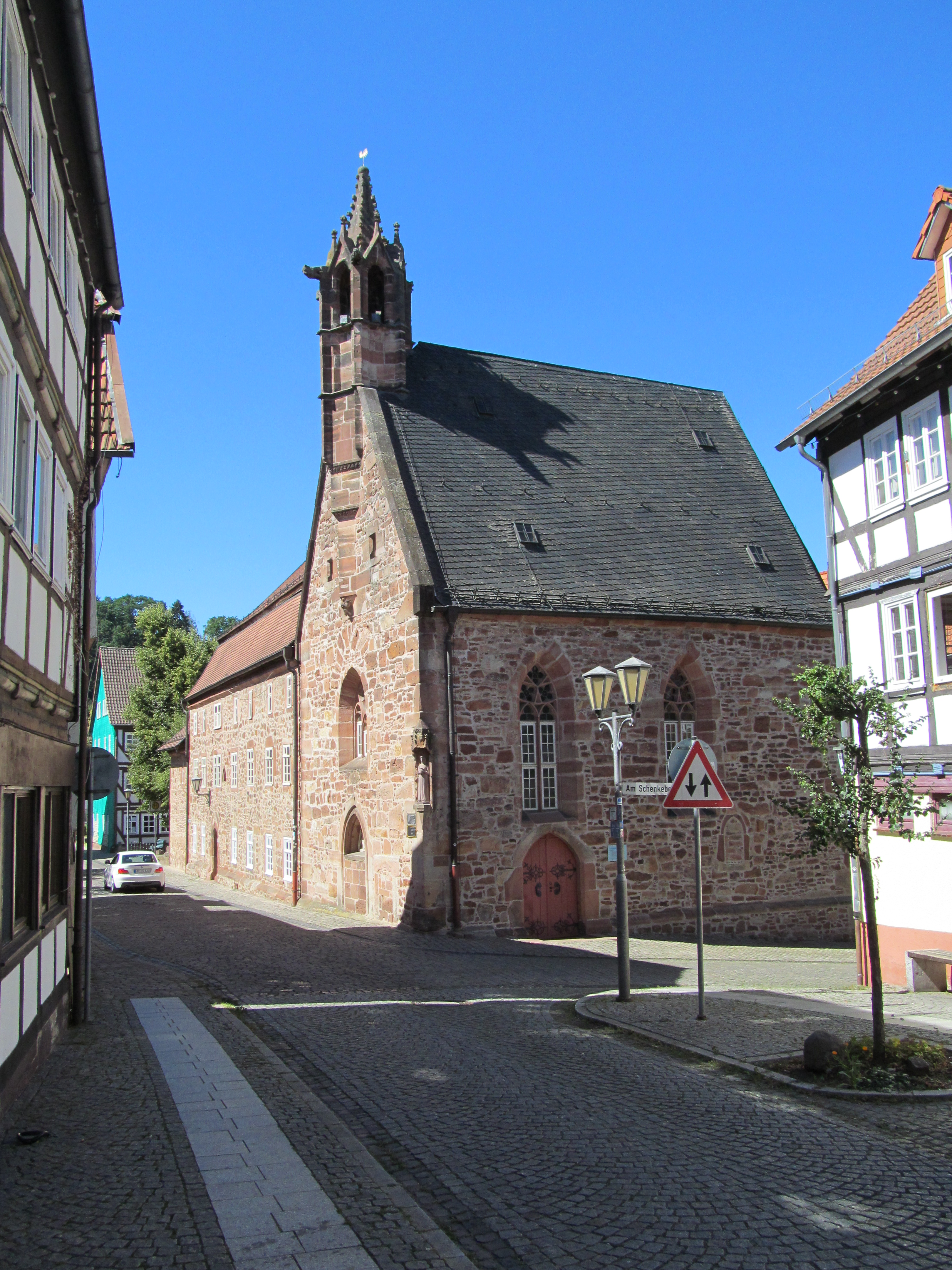
Ziekenhuiskapel Treysa (juni 2018)

Hospital (ondertitel: A musical medical history) is een muziekalbum van Wolfram Spyra.
Thema van het album is het (voormalige) ziekenhuis Treysa, een Duits dorp opgeslokt door Schwalmstadt. Het functioneerde langere tijd als armenhuis/aalmoezeniershuis met psychiatrisch ziekenhuis. Vanaf 1364 ontwikkelde het zich door de eeuwen heen tot een “normaal” ziekenhuis. Spyra probeerde met Hospitaal de sfeer uit vroeger tijd om te zetten in een combinatie van elektronische muziek met achtergrondgeluiden. Zo is in Gebouw geklop op muren te horen, in Prozession paardenhoeven (aan- en afvoer patiënten) en in Krisis klokgelui. De muziek is orkestraal van opzet, maar altijd elektronisch, Spyra is gespecialiseerd in geluidsinstallaties. De muziek is ambient: tempo, maat-, ritmeloos en melodieloos. Opnamen vonden plaats in de “Hospitalkapelle” waarbij de voormalige ziekenzaal werd gevuld met ziekenhuisbedden en andere attributen om de sfeer te scheppen.

## Musici
- Wolfram Spyra – synthesizers, effecten

## Muziek
| Nr. | Titel      | Duur |
| --- | ---------- | ---- |
| 1.  | Prolog     | 7:17 |
| 2.  | Gebouw     | 5:55 |
| 3.  | Prozession | 7:07 |
| 4.  | Lazarus    | 7:17 |
| 5.  | Fieber     | 8:58 |
| 6.  | Krisis     | 6:16 |

De zevende track, "Heilung", werd later in 2021 als download vrijgegeven.